# Повітряний міст

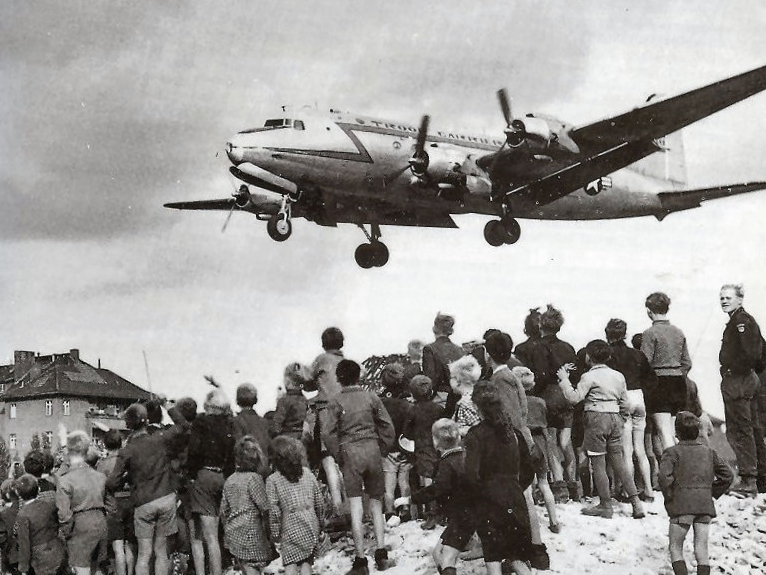
Американський C-54 Skymaster у 1948 році, берлінський повітряний міст

Повітряний міст або повітряний коридор (англ. airbridge, air corridor) — повітряний маршрут між двома точками, що дозволяє здійснення евакуації, матеріально-технічного постачання, доставлення особового складу абощо за допомогою літаків, гелікоптерів абощо.
Відомими прикладами є індійсько-китайський повітряний міст (1942—1845), берлінський повітряний міст (1948—1849) та маріупольський повітряний міст (2022).
Створенню повітряного моста може передувати захоплення авіаційного плацдарма[уточнити переклад] (англ. airhead) на ворожій або нейтральній території, що передбачає захоплення аеродрому (або іншої території для посадки) для злету й посадки транспортної авіації. Відомими прикладами подібних операцій є Критська повітрянодесантна операція (1941), операція «Маркет-Гарден» (1944),  вторгнення США в Панаму (1989), Битва за Гостомельський аеропорт (2022) тощо.